# Härnösands domkyrkoförsamling
Härnösands domkyrkoförsamling är en församling i Härnösands pastorat i Ådalens kontrakt i Härnösands stift. Församlingen ligger i Härnösands kommun i Västernorrlands län, Ångermanland.

## Administrativ historik
Församlingen utbröts 1586 ur Härnö församling som Härnösands församling som sedan 10 augusti 1978 namnändrades till det nuvarande.
Ur församlingen utbröts 1845 Härnösands hospitalförsamling som 1892 återgick i Härnösands församling.
Från 1586 till 1873 var församlingen moderförsamling i pastoratet Härnösand och Härnö. 1873 uppgick Härnö församling i Härnösands församling som därefter till 2018 utgjorde ett eget pastorat.  Från 2018 ingår församlingen i Härnösands pastorat.
Fram till 1913 var stiftets biskop också kyrkoherde i Härnösand.

## Kyrkor
- Härnösands domkyrka
- Murbergskyrkan
- Ängekyrkan

## Domprostar[5]
| Verksam   | Namn               | Levnadstid | Övrigt                                                    |
| --------- | ------------------ | ---------- | --------------------------------------------------------- |
| 1913-1940 | Per Söderlind      | 1865-1947  |                                                           |
| 1941-1947 | Gunnar Hultgren    | 1902-1991  | Senare biskop i Visby och Härnösand, ärkebiskop i Uppsala |
| 1948-1959 | David Lindquist    | 1905-1973  | Senare biskop i Växjö                                     |
| 1960-1969 | Gunnar Wikmark     | 1903-1990  |                                                           |
| 1969-1973 | Sven Lindegård     | 1924-1994  | Senare biskop i Växjö                                     |
| 1973-1977 | Nicolaus Månsson   | 1911-1995  |                                                           |
| 1977-1980 | Martin Lönnebo     | 1930-      | Senare biskop i Linköping                                 |
| 1980-1984 | Lage Pernveden     | 1926-1995  | Senare domprost i Växjö                                   |
| 1985-1988 | Henrik Svenungsson | 1933-2017  | Senare biskop i Stockholm                                 |
| 1989-1991 | Karl-Johan Tyrberg | 1936-      | Senare biskop i Härnösand                                 |
| 1991-2000 | Kjell Hansson      | 1935-2001  |                                                           |
| 2002-2017 | Tor Frylmark       | 1950-      |                                                           |
| 2017-     | Kent Nordin        |            |                                                           |

## Domkyrkoorganister
| Verksam      | Namn                   | Levnadstid | Övrigt                      |
| ------------ | ---------------------- | ---------- | --------------------------- |
| 1640         | Hans Larsson           |            |                             |
| 166?         | Andreas Henric         | 163?-      |                             |
| 1679–1694    | Gulich Zellinger       | 1653–1694  |                             |
| 1695-1713    | Erich Wattrang         | 1669-1717  | Organist och rådman.        |
| 1713-1721    | Johan Kaspar Kemper    | -1723      | Ställföreträdande organist. |
| 1731-1779    | Olof Lars Westman      | 1708-1779  | Organist och postinspektör. |
| 1785–1796    | Lars Westman           | 1737–1796  | Postinspektor och organist  |
| 1799-1804    | Lars Brosell           |            |                             |
| 1807–1856    | Erik Johan Westman     | 1781–1859  | Borgmästare.                |
| 1856–1876    | Claes Fredrik Rydquist | 1821–1876  |                             |
| 1876–1877    | Anders Mentzer         | 1826–1877  |                             |
| 1877–1899    | Gustaf Lind            | 1850–1899  |                             |
| 1900–1925    | Fredrik Janson         | 1865–1931  | [ 8 ]                       |
| 1933–1962    | Carl Håkansson         | 1896–1977  |                             |
| 1962–1967    | Rudolf Löfgren         | 1929–2008  |                             |
| T.o.m. 2000  | Bengt Isaksson         | 1951–      |                             |
| 2001–2013    | Fredrik Sixten         | 1962–      |                             |
| Fr.o.m. 2014 | Lars G. Fredriksson    | 1964–      |                             |